# Johannes Teubel
Johannes Horst Otto Teubel (* 1. Februar 1924 in Mühlhausen; † 26. September 1993 in Trier) war ein deutscher Chemiker und Hochschullehrer.

## Leben
Johannes Teubel besuchte die Volksschule in Triebes und die Oberschule in Zeulenroda. Im Jahr 1942 wurde er zum Reichsarbeitsdienst und danach zum Militärdienst eingezogen. 1945 kam er in US-amerikanische Kriegsgefangenschaft. Im April 1946 konnte er das Abitur nachholen. Im gleichen Jahr begann er ein Chemie-Studium an der Martin-Luther-Universität Halle-Wittenberg, 1950 erwarb er das Diplom. Er arbeitete im Hydrierwerk Zeitz, wurde 1953 stellvertretender Leiter und 1958 Leiter der Forschungs- und Entwicklungsstelle. 1952 wurde er in Halle zum Dr. rer. nat. promoviert.
Ab März 1963 leitete Teubel das Wissenschaftlich-Technische Zentrum Paraffine und Wachse der Vereinigten Volkseigenen Betriebe Mineralöle Halle, später wurde er zudem Leiter des neu gegründeten Wissenschaftlichen Bereiches sowie Direktor für Forschung und Entwicklung im VEB Hydrierwerk Zeitz. Im Jahr 1967 wurde er Mitglied der SED.
Im September 1970 wurde Johannes Teubel ordentlicher Professor für Verfahrenschemie an der Bergakademie Freiberg. Von 1971 bis 1973 wirkte er als Stellvertretender Direktor für Erziehung, Aus- und Weiterbildung an der Sektion Chemie. 1973 wurde er amtierender und 1974 offizieller Sektionsdirektor. Ab 1980 leitete er außerdem den Wissenschaftsbereich Organische und Brennstoffchemie, und kurze Zeit später wurde er zum Professor für Organische Chemie umberufen. Am 1. September 1989 wurde er emeritiert, 1993 starb er in Trier.

## Ehrungen
- Aktivist (1952 und 1980)
- Verdienter Erfinder (1962)
- Ehrennadel der Bergakademie (1985)[1]

## Veröffentlichungen (Auswahl)
- Über die Karboxylierung von Aliphaten und Naphthenen mit Oxalylchlorid. Dissertation, 1952
- (mit Wolfgang Schneider und Rolf Schmiedel): Erdölparaffine. VEB Deutscher Verlag für Grundstoffindustrie Leipzig, 1965